# Johan Johansen
Johan Johansen var en norsk bokser. Han vandt en guldmedalje i vægtklassen mellemvægt B i NM 1909, en guldmedalje i vægtklassen sværvægt i NM 1915 og en guldmedalje i vægtklassen letsværvægt i NM 1921.